# Isabel Meadows
Isabel Meadows (7 de juliol de 1846 – 1939) fou l'última parlant nadiua de la llengua rumsen de la família de llengües ohlone i principal consultor rumsen de John Peabody Harrington.
El seu pare, James Meadows, era un balener professional i la seva mare, Loretta Onesimo, era ohlone rumsens.